# Plaça del Centre
Plaça del Centre – stacja metra w Barcelonie, na linii 3. Stacja została otwarta w 1975.